# Revista (militar)

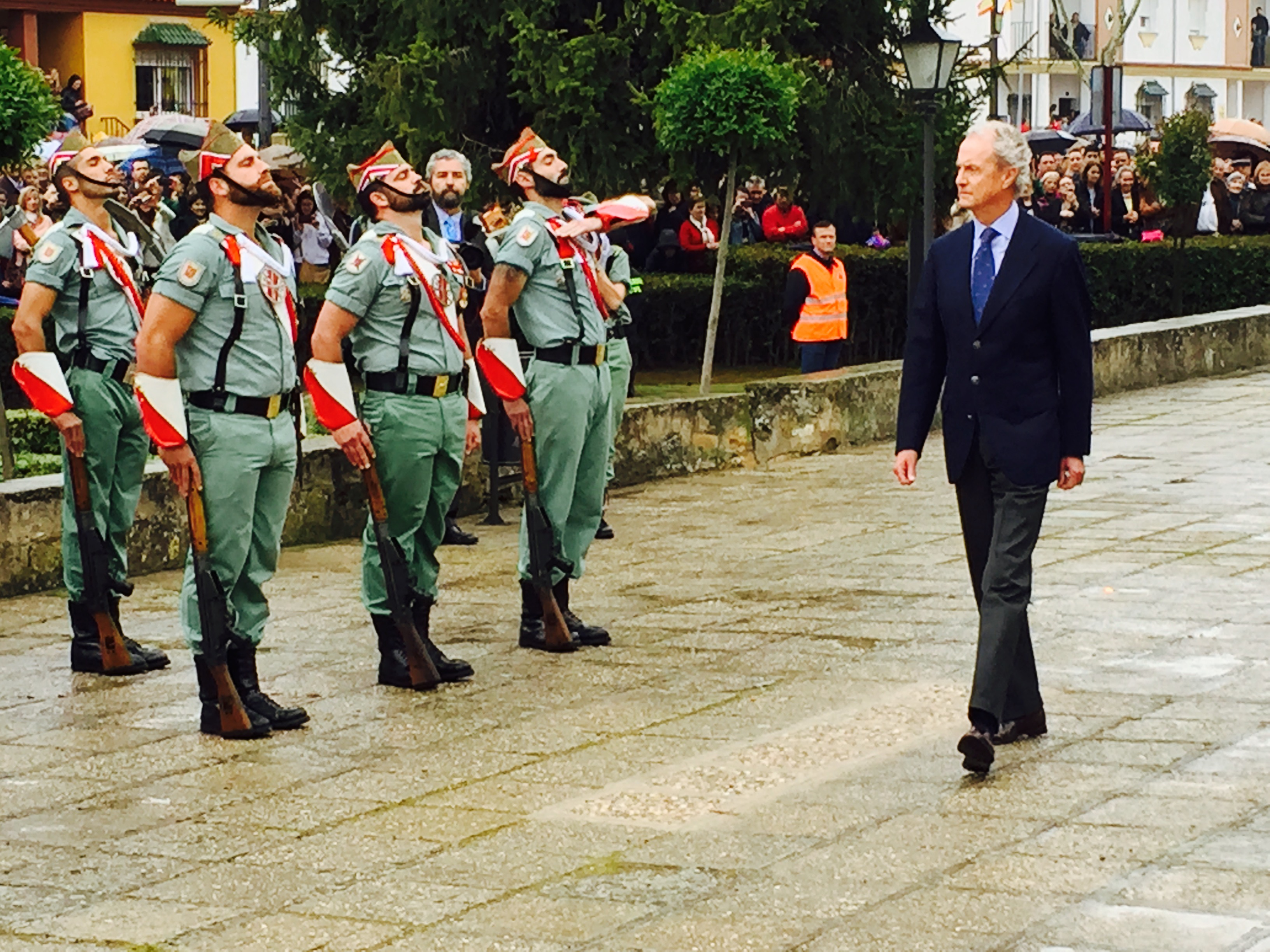
El Ministro de Defensa español pasando revista a las tropas (2015)

En el ámbito militar, se llama revista al examen individual que se hace del número de soldados, de su instrucción y del estado de su vestuario y armamento. 
Por lo tanto, existen diferentes tipos de revistas:
- Revista de armas. La que se pasa públicamente de forma periódica todos los soldados examinando si tienen sus armas en estado de usarlas y con la limpieza que corresponde.
- Revista de comisario. La que al principio del mes pasa el comisario de guerra, verificando el número de individuos de cada clase que componen un cuerpo militar para abonarles su paga
- Revista de inspección. La que de tiempo en tiempo pasa el inspector jefe u otro oficial de graduación en su nombre a cada uno de los cuerpos del arma, examinando su estado de instrucción y disciplina, el modo con que ha sido gobernado por los inmediatos jefes, la inversión y estado de caudales y todo cuanto pertenece a la mecánica del cuerpo, oyendo menudamente las representaciones y quejas de todos los individuos y providenciando todo lo que juzga oportuno.
- Revista de ropa. La que pasan periódicamente los soldados sus oficiales respectivos públicamente delante de los jefes del cuerpo, reconociendo las mochilas para ver si tiene cada uno las prendas de vestuario que le corresponden y en el estado en que deben.

## Expresiones relacionadas
- Pasar revista. Reconocer los jefes militares o los ministros de la hacienda a los soldados, su número, vestuario, armamento, etc. Se usa también para presentarse los soldados a este reconocimiento. Pasar los soldados a la vista del jefe o jefes para reconocer su número, calidad y disposición.